# والتر کنتنو
والتر کنتنو (انگلیسی: Walter Centeno؛ زاده ۶ اکتبر ۱۹۷۴) یک بازیکن فوتبال اهل کاستاریکا است.
وی همچنین در تیم ملی فوتبال کاستاریکا بازی کرده‌است.